# Феодосий (Харитонов)
Архиепископ Феодосий (в миру Федот Харитонович Харитонов; I четверть XVI века, село Яковлевское — 18 декабря 1606, Царицын) — епископ Русской православной церкви, архиепископ Астраханский и Терский.

## Биография
Родился в первой четверти XVI века в селе Яковлевском близ города Ярославля в семье священника.
В возрасте двадцати лет женился и был рукоположен во священника к церкви благоверных князей Бориса и Глеба в городе Ярославле архиепископом Ростовским Никандром († 1566).
Через шесть лет овдовел и принял монашество в Толгском монастыре Пресвятой Богородицы с именем Феодосий. Позднее назначен игуменом этого монастыря, постоянно заботился о благолепии и благоустройстве его.
По благословению первого патриарха Московского Иова и по воле царя Феодора Иоанновича назначен в город Астрахань игуменом Троицкого монастыря.
Ему было дано указание построить в данном монастыре соборную каменную церковь во имя Успения Божией Матери, что он и исполнил. 13 сентября 1602 года церковь была освящена патриархом Иовом. При игумене Феодосий в обители выкопаны пруды, посажено около 160 кедров.
В 1602 году игумен Феодосий был хиротонисан патриархом Иовом во епископа Астраханского.
В 1605 году возведён в сан архиепископа.
Спустя несколько лет после назначения епископа Феодосия в Астрахани происходили большие смятения по поводу признания царём самозванца Лжедмитрия I (в 1605—1606 годах). Епископ Феодосий мужественно, смело обличал самозванца и внушал это народу, за что едва не был убит. Преосвященного заключили под стражу в Троицкий монастырь. После грубых издевательств его отправили в Москву к самозванцу, где святитель в глаза Лжедмитрию заявил, что он не признает его царевичем. Однако самозванец не только не убил владыку Феодосия, но не разрешил никому оскорблять его.
После этого преосвященный жил у митрополита Казанского Гермогена (впоследствии патриарха) и без страха изобличал самозванца.
В 1606 году преосвященный Феодосий был послан царём Василием Ивановичем Шуйским и митрополитом Гермогеном в город Углич для перенесения в Москву мощей благоверного царевича Димитрия, за что был вознаграждён царем.
Возвращаясь из Москвы в Астрахань, владыка Феодосий в пути заболел и в Царицыне 18 декабря 1606 года скончался. Тело его было оставлено в церкви без погребения.
В 1608 году боярин Федор Иванович Шереметев, возвращаясь со своим войском после освобождения Астрахани от изменников, проезжал мимо Царицына. Он взял тело преосвященного Феодосия и привёз в Казань, где митрополит Ефрем († 1613) похоронил его в Спасо-Преображенском монастыре.
В 1617 году святитель явился во сне двум больным женщинам и велел сказать градоначальникам, чтобы тело его из Казани перенесли в Астрахань и положили в соборной церкви. По ходатайству астраханских властей и горожан останки преосвященного Феодосия были отправлены с подобающей честью в Астрахань, где встречены крестным ходом и положены в Астраханском соборе. Мощи почивали под спудом, подавая исцеления всем с верою поклоняющимся им.

## Почитание
Со второй половины XVII века архиепископ Феодосий стал почитаться как местный святой. Признание Церковью святости архиепископа Феодосия первоначально было выражено включением его имени в Службу всем святым, в земле Российской просиявшим, а в 1999 году было официально подтверждено местное почитание святого в Астраханской епархии.